# Penstemon perpulcher
Espèce
Penstemon perpulcher  est une espèce de plantes de la famille des Plantaginacées, originaire d'Amérique du Nord. Elle est connue sous le nom de       Minidoka Beardtongue en anglais.

## Description
Cette espèce est pérenne et peut atteindre 90cm de haut. Les fleurs sont de couleur bleue ou pourpre.